# Robert Capa

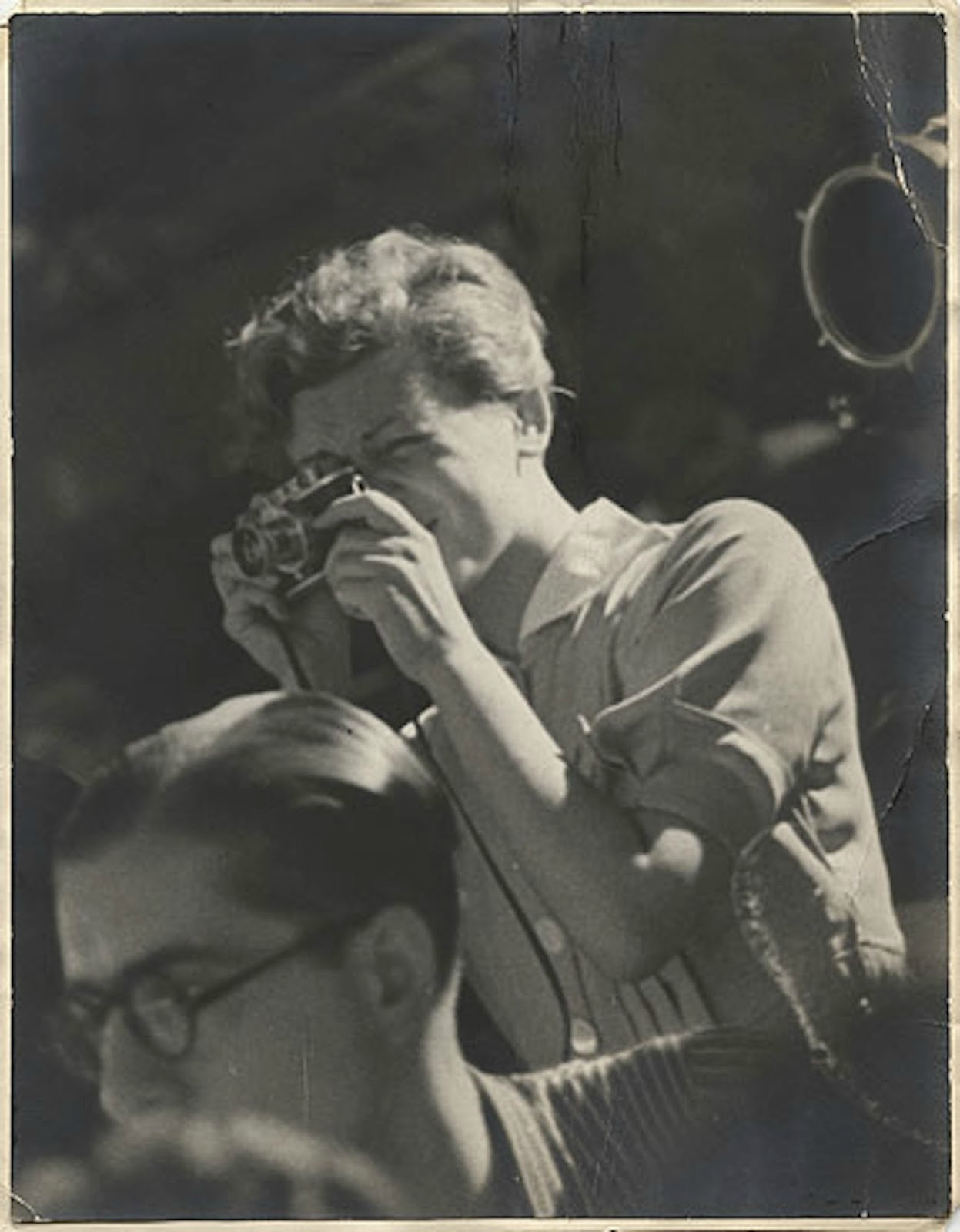
Gerda Taro, coautora de las fotos de "Robert Capa" (foto anónima).

Endre Ernő Friedmann (en húngaro: Friedmann Endre Ernő; Budapest, Hungría; 22 de octubre de 1913 - Thai Binh, Vietnam; 25 de mayo de 1954), más conocido como Robert Capa, alias que adoptó junto a su pareja Gerda Taro, fue un reportero de guerra, considerado el más famoso de la historia. Su carrera como fotoperiodista bélico se inició en España, durante la Guerra Civil. 
Al término del conflicto español, cubrió también la segunda guerra sino-japonesa, la Segunda Guerra Mundial (el Blitz de Londres en la batalla de Inglaterra, la guerra del norte de África, la invasión de Italia, la batalla de Normandía en la playa de Omaha y la liberación de París), la guerra árabe-israelí de 1948 y la primera guerra de Indochina.
En 1947, en París, Endre Ernő Friedmann fundó, junto con David "Chim" Seymour, Henri Cartier-Bresson, George Rodger y William Vandivert, la organización Magnum Photos, la primera agencia de cooperación para fotógrafos independientes de todo el mundo.

## Biografía
Endre Ernő Friedmann nació en la ciudad de Budapest en el seno de una familia judía que gozaba de una buena posición económica. Su madre era diseñadora de moda y su padre un pensador intelectual con influencias aristocráticas. En Hungría era costumbre en aquella época pertenecer a un círculo de índole artístico o político y Endré entró en uno de ellos, en el que recibió el sobrenombre de "Bandi".[cita requerida]

### Primeros años
Endre estuvo condenado en su adolescencia a vivir vagando por la ciudad por la instauración del taller de sus padres en la casa, después de que estos perdieran el local a raíz de la depresión económica de 1929. En estas andanzas conocería a una de las mujeres que más influyó en su vida, y se puede decir que, si no hubiera sido por ella no habría llegado a ser un gran fotógrafo. El nombre de esa mujer era Eva Besnyo, quien desde muy joven tuvo un gran interés por la fotografía. Eva era una de esas personas a las que le parecía más productivo tomar fotografías que hacer sus deberes escolares. En su juventud ya tomaba fotografías con su cámara Kodak Brownie. Ella y su especial gusto por este arte motivaron el primer contacto de Endré con la fotografía. Era muy solicitado por sus amigos, ya que se caracterizaba por ser un joven generoso y leal.[cita requerida]
Ya hacia los diecisiete años y esperando terminar su vida escolar, Endré conoce a una de esas personas que moldearían su vida, uno de esos buenos amigos que emprendían sus senderos, con excelentes consejos, apoyo económico oportuno, conexiones apropiadas, sugerencias artísticas y concepciones acerca de la vida. Este ilustre personaje se llamaba Lajos Kassák, quien, con tendencias socialistas, se decidió a ayudar a cualquier artista con corrientes constructivistas. Dio a conocer la fotografía como un objeto social mostrando las injusticias del sistema capitalista y presentando trabajos en sus seminarios como los de Jacob Riis y Lewis Hine. En 1929 la situación política iba de mal en peor con la imposición de un gobierno fascista en Hungría, lo que obligó al joven Endré a salir del país junto a la gran masa de jóvenes que se sentían presionados por la falta de un gobierno democrático y garantías económicas. En su caso, sale del país apenas un año después de instaurado el régimen fascista. En 1930, cuando es capturado y herido por la policía mientras participaba en una protesta contra el régimen, parte hacia Berlín al día siguiente. Al respecto escribió:

En la plaza del cuartel, el jefe de la policía silbaba la quinta sinfonía de Beethoven mientras golpeaba a muchachos con el cabello muy largo. Yo tenía 17 años y el cabello muy pero muy largo. La mañana siguiente el comisionado llamó a mi madre y le dijo que si abandonaba Hungría en 24 horas, ciertas preguntas no serían formuladas.

### Etapa en París
A los 18 años abandona Hungría, entonces ya bajo un gobierno fascista. Tras su paso por Alemania, viaja a París, donde conoce al fotógrafo David Seymour, quien le consigue un trabajo como reportero gráfico en la revista Regards para cubrir las movilizaciones del Frente Popular. En uno de sus trabajos con la revista logró mezclarse con unos obreros que verían un discurso de León Trotski en Copenhague. Él fue el único fotógrafo de la revista que había conseguido retratar al exiliado ruso, y las fotos se hicieron famosas por retratar el intenso carisma de Trotski.
Entre 1932 y 1936, tratando de escapar del nazismo, Endre Friedmann, establecido en Francia, conoce a la fotógrafa alemana Gerda Taro (nacida Gerta Pohorylle), que acabaría siendo su compañera sentimental y profesional.

### El nacimiento de Robert Capa
Según cuenta Richard Whelan, biógrafo de Capa  el surgimiento del pseudónimo del gran reportero de guerra fue así:

André trabajaba mucho y ganaba un buen dinero, pero todavía no estaba satisfecho, así que Gerda y él idearon un plan. En una carta fechada el 7 de abril, entre el detalle de sus ingresos y la noticia de que a finales de mes iba a trasladarse con Gerda a un hotel mejor (El Hotel de Blois, situado enfrente del Dome, en la Rue Vavin), André comentó a su madre, de pasada lo siguiente: 
«Estoy usando un nuevo nombre en el trabajo. Ahora me hago llamar Robert Capa. Casi se puede decir que he vuelto a nacer, pero esta vez sin causar dolor a nadie».
Según su relato posterior (en el que, lógicamente, no todos los detalles resisten un examen riguroso), Gerda y él decidieron inventarse un fotógrafo americano, rico y triunfador, llamado Robert Capa. Andrés, que se haría pasar por el ayudante de revelado de Capa, sería en realidad el autor de las fotografías que Gerda enviaría como realizadas por Capa. En el caso de que algún editor quisiera conocer a Capa o hablar con él, Gerda inventaría alguna excusa. Los pormenores del plan son casi imposibles de aclarar, ya que Capa fue concebido en parte como un personaje imaginario —como un álter ego— y en parte como un seudónimo para André (aunque, a pesar de lo que había escrito a su madre, no empezó a presentarse como Capa hasta después del estallido de la Guerra Civil española)

### Guerra civil española
Al estallar la guerra civil española en julio de 1936, la pareja se traslada a España para cubrir los principales acontecimientos de la contienda española. Implicados en la lucha antifascista y con la causa de la República, estuvieron presentes, desde ese lado, en los principales frentes de combate, desde los inicios en el frente de Madrid hasta la retirada final en Cataluña.
Siempre en primera línea, es mundialmente famosa su fotografía Muerte de un miliciano, tomada en Espejo, en el frente de Córdoba, el 5 de septiembre de 1936.
Reproducida en la mayoría de los libros sobre la Guerra Civil, su autenticidad ha sido puesta en cuestión por diversos expertos. A pesar de que un historiador local de Alcoy puso nombre al miliciano, Federico Borrell García, miliciano anarquista, el documental La sombra del iceberg (2007) niega tal atribución con testigos, médicos forenses y documentos del archivo local de Alcoy. Asimismo, muestra lo inconsistente de dicha tesis y aporta nuevas fotos de la secuencia del miliciano que avalan la tesis de la puesta en escena, así como la posibilidad de que la instantánea no la tomara Endre, sino Gerda Taro. En enero de 2008 se encontró, según la CNN, una valija perdida por Capa donde están innumerables negativos de tomas que efectuaron en la guerra civil española; un tesoro de incalculable valor histórico. Según un artículo publicado en la web de El Periódico, queda de manifiesto que dicho grupo de fotografías fueron tomadas a 10 kilómetros del frente, en la localidad de Espejo, donde tenían en esas fechas las tropas republicanas su cuartel general, según el periódico.
Gerda Taro perdió la vida en un accidente durante el repliegue del ejército republicano. Gerda se subió al estribo del coche del general Walter (miembro de las Brigadas Internacionales). En un momento dado, unos aviones enemigos volando a baja altura hicieron que cundiera el pánico en el convoy y Gerda cayó al suelo, tras una pequeña elevación del terreno. En ese momento un tanque republicano entró marcha atrás al camino saltando la elevación tras la que se encontraba Taro y cayó sobre ella.
La oruga del tanque la destripó, por lo que fue trasladada urgentemente al hospital inglés de El Goloso de El Escorial. Allí murió pocas horas después, en la madrugada del 26 de julio de 1937, seis días antes de cumplir 27 años. Su cuerpo fue trasladado a París, donde recibió todos los honores como una heroína republicana. Sus restos se encuentran enterrados en la división 97 del Cementerio de Père-Lachaise, en París.

### Segunda Guerra Mundial
Durante la Segunda Guerra Mundial, Endre estuvo presente en los principales escenarios bélicos. Del desembarco aliado en Normandía, el 6 de junio de 1944, el famoso día D, son clásicas sus fotografías tomadas, junto a los soldados que desembarcaban en la propia playa denominada Omaha en la terminología de la operación. Sobre el desembarco dijo:

... a las 4:00 am nos reunimos en cubierta. Dos mil hombres de pie en completo silencio. Cualquier cosa en la que pensaran debía ser alguna forma de plegaria (...), nos bajamos del bote y comenzamos a andar. Entonces vi a los hombres caer y debí empujar sus cadáveres para seguir. Las balas hacían huecos en el agua a mi alrededor y debí ocultarme tras el primer obstáculo de acero que vi. Mis encuadres estaban por completo llenos de humo de mortero, tanques quemados y botes que se hundían. Cada pedazo de mortero chocaba con el cuerpo de algún hombre. Tome foto tras foto enloquecidamente...

De las 134 fotos que tomó del desembarco, solo once sobrevivieron al revelado, las cuales se conocen como "Las magníficas once". Él fue el único fotógrafo en la primera ola del desembarco, la que recibiría todo el fuego enemigo y tendría más bajas.
Plasmó asimismo en imágenes la liberación de París. Huston Hu Riley fue el soldado retratado en ese momento. Con motivo de su trabajo durante este conflicto, fue galardonado por el general Eisenhower con la Medalla de la Libertad.

### Posguerra

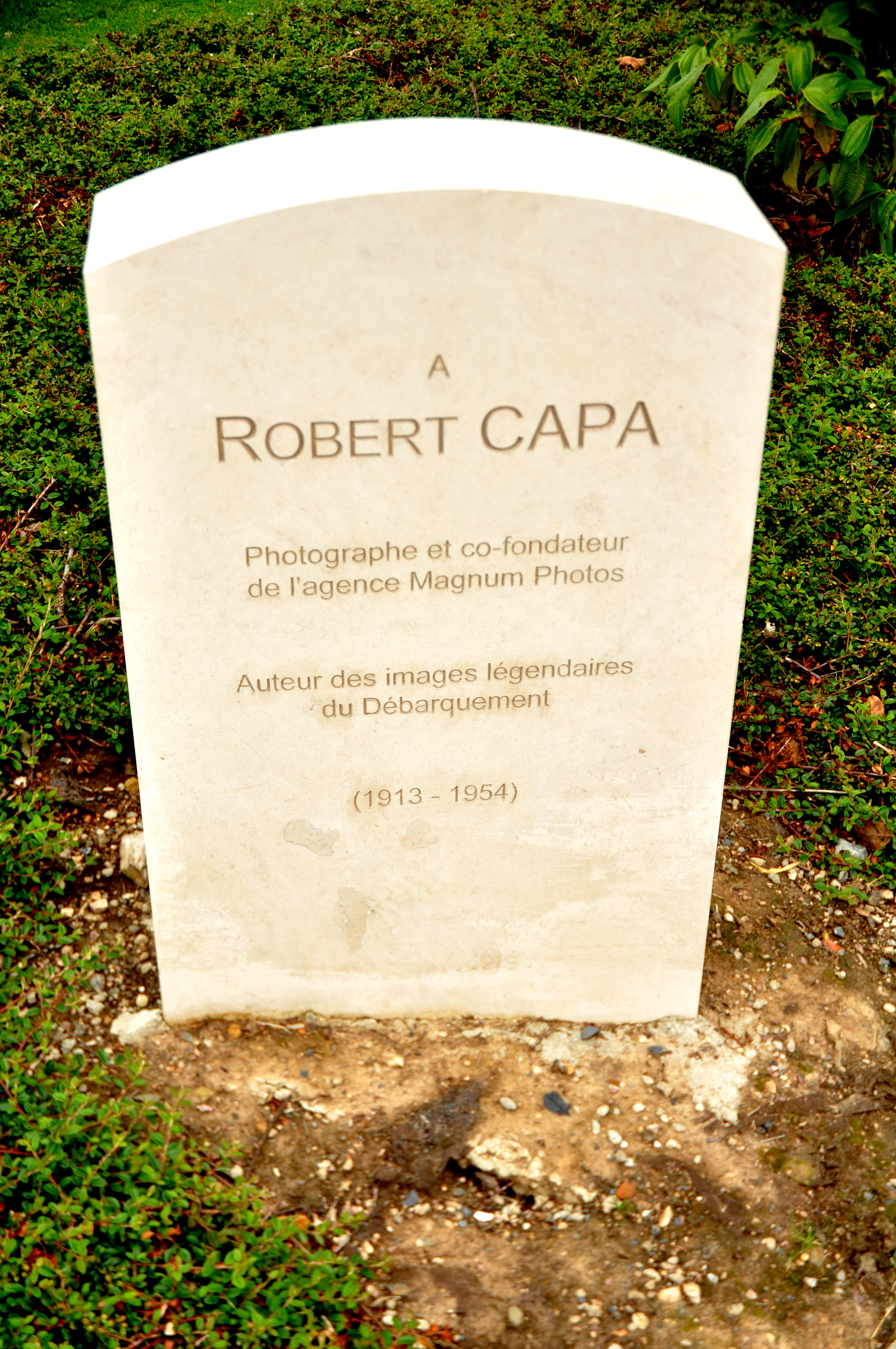
Lápida dedicada a Robert Capa en Bayeux (Normandía, Francia).

Cuando finalmente se cumplió su viejo sueño de ser un "fotógrafo de guerra en paro" (no por haber renunciado al oficio, sino debido a la ausencia de nuevos conflictos), llevó durante varios años una placentera vida cosmopolita en París. En 1947 creó, junto con los fotógrafos Henri Cartier-Bresson, Rodger, Vandiver y David Seymour, la agencia Magnum Photos, donde Capa realizó un gran trabajo fotográfico, no solo en escenarios de guerra sino también en el mundo artístico, en el que tenía grandes amistades, entre las que se incluían el realizador John Huston, el actor Gene Kelly, el pintor Pablo Picasso y los escritores Ernest Hemingway y John Steinbeck.
También en el año 1947 viajó a la Unión Soviética con John Steinbeck para ilustrar Russian Journal. Al año siguiente visitó Hungría, Polonia y Checoslovaquia con el periodista Theodore H. White, y en 1949 realizó las fotografías de Report on Israel, cuyo texto estaba firmado por Irwin Shaw. En 1954, la editorial Mainichi Press le invitó a viajar a Japón para participar en el lanzamiento de una nueva revista ilustrada, pero finalmente se suspendió el viaje a finales de abril. Howard Sochurek, el fotógrafo de Life, que cubría desde hacía varios meses la guerra de Indochina, tuvo que regresar a Estados Unidos y el editor de la revista convenció a Robert Capa para que le reemplazara en el frente. En la madrugada del 25 de mayo, mientras acompañaba a una expedición del ejército francés junto con dos corresponsales más por una espesa y peligrosa zona boscosa bajo fuego en jeep, Capa decidió bajarse y adelantarse a pie para fotografiar el avance. Entonces el pelotón escuchó una explosión, había pisado inadvertidamente una mina que le voló la pierna y le produjo una grave herida en el pecho. Fue llevado en ambulancia pero murió camino al hospital, siendo el primer corresponsal estadounidense muerto en esta guerra y terminando así una azarosa vida profesional, guiada por una frase que popularizó:

Si tus fotos no son lo suficientemente buenas, es que no te has acercado lo suficiente.

Robert Capa dejó un legado de 70 000 negativos, un testimonio visual reunido a lo largo de veintidós años de carrera (1932-1954).

## Publicaciones

### Publicaciones por Capa
- The Battle of Waterloo Road. Nueva York: Random House, 1941. OCLC 654774055. Fotografías de Capa. Con un texto de Diana Forbes-Robertson.
- Invasion!. Nueva York, Londres: D. Appleton-Century, 1944. OCLC 1022382. Fotografías de Capa. Con un texto de Charles Wertenbaker.
- Slightly Out of Focus. Nueva York: Henry Holt and Company, 1947. New York: Modern Library, 2001. ISBN 9780375753961. Texto y fotografías de Capa. Con un prólogo de Cornell Capa y una introducción de Richard Whelan. A memoir.
- Images of War. Nueva York: Grossman, 1964. Texto y fotografías de Capa. OCLC 284771.Con un texto de John Steinbeck.
- Robert Capa: Photographs. Nueva York: Aperture, 1996. ISBN 978-0893816759. New York: Aperture, 2004.
- Heart of Spain: Robert Capa's Photographs of the Spanish Civil War. Nueva York: Aperture, 1999. ISBN 9780893818319. New York: Aperture, 2005. ISBN 978-1931788021.
- Robert Capa: The Definitive Collection. Londres, Nueva York: Phaidon, 2001. ISBN 9780714840673. London, New York: Phaidon, 2004. ISBN 978-0714844497. Editado por Richard Whelan.
- Robert Capa at Work: This is War!. Göttingen: Steidl, 2009. ISBN 9783865219442. Fotografías de Capa. Con un prólogo de Willis E. Hartshorn, con una introducción por Christopher Phillips, con un texto de Richard Whelan. Publicado para acompañar una exposición en el International Center of Photography, Nueva York, septiembre de 2007 – enero de 2008. "A detailed examination of six of Robert Capa's most important war reportages from the first half of his career: the Falling Soldier (1936), Chinese resistance to the Japanese invasion (1938), the end of the Spanish Civil War in Catalonia (1938–39), D-Day, the US paratroop invasion of Germany and the liberation of Leipzig (1945)."
- Questa è la Guerra!: Robert Capa al Lavoro. Italia: Contrasto, 2009. ISBN 9788869651601. Published to accompany an exhibition in Milan, March–June 2009.

### Publicaciones con otros
- Death in the Making. Nueva York: Covici Friede, 1938. Fotografías de Capa.Capa and Taro.
- A Russian Journal. Nueva York: Viking, 1948. Texto por Steinbeck, ilustrado con fotografías de Capa.
- Report on Israel. Nueva York: Simon & Schuster, 1950. Por Irwin Shaw y Capa.

### Publicaciones sobre Capa
- Robert Capa: a Biography. Nueva York: Knopf, 1985. Por Richard Whelan. ISBN 0-394-52488-8.
- Blood and Champagne: The Life and Times of Robert Capa. Macmillan, 2002; Thomas Dunne, 2003; ISBN 978-0312315641. Da Capo Press, 2004; ISBN 978-0306813566. Por Alex Kershaw.
- La foto de Capa. Córdoba: Paso de Cebra Ediciones, 2011. A fictionalised account of the discovery of the exact location of the "Falling Soldier" photograph. ISBN 978-84-939103-0-3.
- Nizza oder die Liebe zur Kunst. Bad König: Vantage Point World, 2013. Por Axel Dielmann. ISBN 978-3-981-53549-5. Texto en alemán.

## Lectura recomendada
- Robert Capa, la colección definitiva (2001) ISBN 978-84-7506-499-4
- Robert Capa: Obra fotográfica (2002) ISBN 978-970-651-520-9
- Ligeramente desenfocado (2009) - Madrid: La Fábrica, 2009. Biblioteca BlowUp - Libros Únicos. Traducción de Miguel Marqués. ISBN 978-84-92498-87-1